# Деникола, Ана
Ана Деникола (род. 30 сентября 1959, Монтевидео) — уругвайский фармацевт и исследовательница в области химии, профессор научного факультета Республиканского университета Уругвая, возглавлявшая факультет с 2005 по 2010 год. Преподаёт и работает исследовательницей в Программе развития фундаментальных наук (PEDECIBA) и Национальной исследовательской системе Уругвайского агентства исследований и инноваций, уровень SNI III. С 2000 по 2002 год Деникола была президентом Уругвайского общества биологических наук, является действительным членом Национальной академии наук Уругвая.

## Жизнь и карьера
У Дениколы степень магистра химии Республиканского университета Уругвая и степень доктора философии биохимии, полученная в Вирджинском политехническом институте в 1989 году. Область её исследований — характеристика кинетических и физико-химических свободных радикалов, образующихся in vivo, особенно в кислороде и азоте. Имеет более 60 опубликованных статей. В настоящее время является директором по исследованиям в Республиканском университете.

## Награды
В 2009 году Деникола получила премию L’Oréal-ЮНЕСКО «Для женщин в науке» за вклад в научное развитие Уругвая.
В 2014 году она получила премию Моросоли в области науки и технологий.